# Elecciones presidenciales de Austria de 1971
Las elecciones presidenciales se celebraron en Austria el 25 de abril de 1971. El resultado fue una victoria para el presidente en ejercicio Franz Jonas del Partido Socialista, que recibió el 52,8% de los votos. Su único rival fue el exministro de Asuntos Exteriores Kurt Waldheim del Partido Popular Austríaco. La participación electoral fue del 95.3%.

## Resultados
| Candidato                          | Partido                            | Votos     | %    |
| ---------------------------------- | ---------------------------------- | --------- | ---- |
| Franz Jonas                        | Partido Socialista de Austria      | 2,487,239 | 52.8 |
| Kurt Waldheim                      | Partido Popular Austríaco          | 2,224,809 | 47.2 |
| Votos nulos/en blanco              | Votos nulos/en blanco              | 75,658    | –    |
| Total                              | Total                              | 4,787,706 | 100  |
| Votantes registrados/participación | Votantes registrados/participación | 5,024,324 | 95.3 |
| Fuente: Nohlen & Stöver            |                                    |           |      |